# Hiroshi Sakai
Hiroshi Sakai (Mie, 19 oktober 1976) is een voormalig Japans voetballer.

## Carrière
Hiroshi Sakai speelde tussen 1995 en 2000 voor Bellmare Hiratsuka en Oita Trinita.

## Statistieken
| Japan   | Japan              | Japan       | League | League | Emperor's Cup | Emperor's Cup | J-League Cup | J-League Cup | Totaal | Totaal |
| Seizoen | Club               | League      | Wed.   | Goals  | Wed.          | Goals         | Wed.         | Goals        | Wed.   | Goals  |
| ------- | ------------------ | ----------- | ------ | ------ | ------------- | ------------- | ------------ | ------------ | ------ | ------ |
| 1995    | Bellmare Hiratsuka | J. League 1 | 0      | 0      |               |               | -            | -            | 0      | 0      |
| 1996    | Bellmare Hiratsuka | J. League 1 | 0      | 0      |               |               | 0            | 0            | 0      | 0      |
| 1997    | Bellmare Hiratsuka | J. League 1 | 12     | 4      | 1             | 1             | 0            | 0            | 13     | 5      |
| 1998    | Bellmare Hiratsuka | J. League 1 | 3      | 0      |               |               |              |              | 3      | 0      |
| 1999    | Bellmare Hiratsuka | J. League 1 | 14     | 2      |               |               |              |              | 14     | 2      |
| 2000    | Oita Trinita       | J. League 2 | 2      | 0      |               |               |              |              | 2      | 0      |
| Totaal  | Totaal             | Totaal      | 31     | 6      | 1             | 1             | 0            | 0            | 32     | 7      |